# Sulfure de fer(III)
Pour les articles homonymes, voir Sulfure de fer.
Le sulfure de fer(III), également appelé sulfure ferrique et sesquisulfure de fer, est le composé chimique de formule Fe2S3. Il cristallise sous forme d'une poudre noire qui vire au jaune-vert à température ambiante.

## Réactions
On prépare le sulfure de fer(III) par addition d'une solution de chlorure de fer(III) réfrigérée à une solution également réfrigérée de sulfure de sodium :
2 FeCl3 + 3 Na2S → ↓Fe2S3 + 6 NaCl
Le sulfure de fer(III) se décompose au-dessus de 20 °C en sulfure de fer(II) et soufre élémentaire:
Fe2S3 → 2 FeS + ↓S
Sous l'action d'acide chlorhydrique, il se décompose en donnant du chlorure de fer(II), du sulfure d'hydrogène et du soufre:
Fe2S3 + 4 HCl → 2 FeCl2 + 2 H2S↑ + ↓S